# آندریاس شلتر
آندریاس شلتر (انگلیسی: Andreas Schlütter; ۱۷ اوت ۱۹۷۲ – ) اسکی‌باز صحرانوردی اهل آلمان بود.